# Girolamo Crescentini
Girolamo Crescentini (2. února 1762 Urbania – 24. dubna 1846 Neapol) byl italský zpěvák (kastrát-sopranista), učitel zpěvu a hudební skladatel.

## Život
Narodil se v Urbanii (provincie Pesaro) 2. února 1762. Ve dvanácti letech přišel do Bologne, kde studoval zpěv u Lawrence Gibelliho. Po čtyřech letech studia získal smlouvu s divadlem Teatro Argentina v Římě. Debutoval v roce 1778 v ženských rolích opery Alimpiade Pasquala Anfossiho a opery Aenea nel Lacio Antonia Boroniho. Od té chvíle stoupala jeho kariéra. Zpíval v Livornu v opeře Artaserse Luigi Cherubiniho, v Padově, Benátkách, Turíně a opět v Římě. Získal přezdívku „italský Orfeus“. V roce 1785 odjel do Londýna, ale anglické kritiky si nezískal. Vrátil se proto do Itálie, kde získával další úspěchy. Do Anglie se již nikdy nevrátil.
Po návratu do Itálie jeho obliba stále vzrůstala. V roce 1786 zpíval ve Scale a v letech 1787–1789 v Neapoli v divadle Teatro San Carlo. Giovanni Paisiello pro něj zkomponoval opery Faidra a Catone in Utica, Pietro Alessandro Guglielmi mu věnoval oratorium Debora e Sisara. Počínaje rokem 1797 působil jako ředitel Teatro Nacional de São Carlos v Lisabonu. O čtyři roky později se vrátil do Itálie. Po velkém úspěchu ve Vídni se v roce 1804 stal učitelem císařské rodiny Františka II. V roce 1806 odešel do Paříže ke dvoru císaře Napoleona. Napoleon jej vyznamenal Řádem železné koruny Lombardie a jmenoval jej učitelem zpěvu císařské rodiny. Ze zdravotních důvodů se v roce 1812 vrátil do Itálie a působil jako ředitel konzervatoří v Bologni, Římě a Neapoli. Jednou z jeho žaček byla i Isabella Colbran, oblíbená zpěvačka a později i manželka Gioacchina Rossiniho.
Crescentini zemřel v Neapoli 24. dubna 1846, v době, kdy na jeho styl zpěvu zbyly už jen vzpomínky.

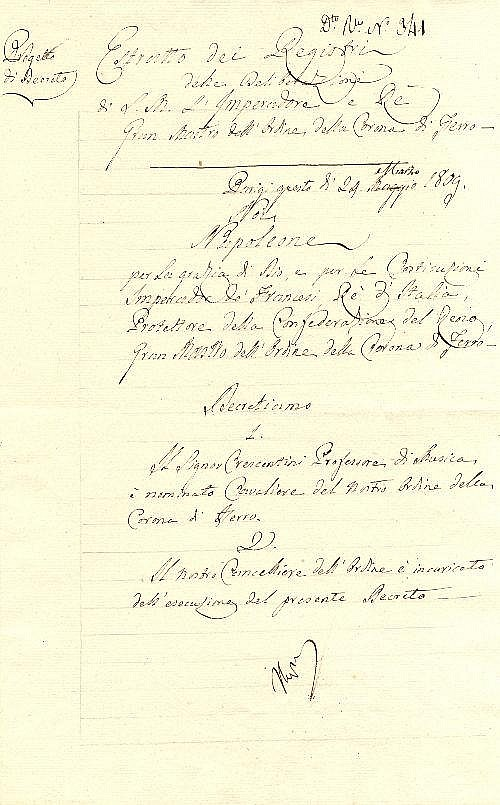
Napoleonův rukopis, kterým uděluje Crescentinimu Řád železné koruny

## Dílo
Kromě sbírky hlasových cvičení (Raccolta di esercizi per il canto, 1811), složil několik kantát a árií.